# Res nullius
Res nullius je latinski pravni termin kojim se označava ničija ili odbačena stvar. Ničija stvar je podobna za sticanje svojine originarnim načinom sticanja. Kao najčešći primer originarong načina sticanja ničije stvari navodi se, prosta okupacija date stvari.